# Oddział Konny płk. Kuzniecowa
Oddział Konny pułkownika Kuzniecowa (ros. Конный отряд полковника Кузнецова) – ochotniczy oddział wojskowy Białych podczas wojny domowej w Rosji.
Oddział został sformowany w styczniu 1918 r. na Kubaniu. W jego skład weszli żołnierze i oficerowie z Dywizjonu Gwardyjskiego, 1 Jekaterynodarskiego, 1 Tamańskiego i 1 Czarnomorskiego Pułku Kozaków kubańskich. Liczył ok. 100 ludzi (według części źródeł nawet do 400). Wśród nich jako szeregowiec występował późniejszy dowódca lotnictwa wojskowego Armii Rosyjskiej na Krymie w stopniu generała majora Wiaczesław M. Tkaczow. Na ich czele stanął pułkownik Sztabu Generalnego Kuzniecow. 6 marca 1918 r. oddział oddzielił się od głównych sił Kozaków kubańskich pod dowództwem atamana gen. Aleksandra P. Filimonowa, kierując się w góry w rejon Tuapse. 9 kwietnia w aule Szenżij doszło do jego reorganizacji. Zadaniem oddziału było ubezpieczanie przeprawy przez rzekę Kubań głównych sił Kozaków kubańskich. Oddział został jednak silnie zaatakowany przez przeważające wojska Północnokaukaskiej Republiki Radzieckiej. Podczas tych ataków został zniszczony pluton konny płk. Nikołaja M. Demianika. 23 marca płk Kuzniecow wydał rozkaz dalszego marszu w grupach. Po kilku dniach większość z nich została okrążona przez oddziały bolszewickie i zniszczona. Część żołnierzy została rozstrzelana (m.in. płk Kuzniecow), część trafiła do więzienia w Majkopie. Niektórym udało się przedostać w góry, gdzie dalej walczyli z bolszewikami.